# آيت لحسن أو ابراهيم (آيت احماد ادغاغ)
آيت لحسن أو إبراهيم هو دُوَّار يقع بجماعة تيزكيت، إقليم إفران، جهة فاس مكناس في المملكة المغربية. ينتمي الدوّار لمشيخة آيت احماد ادغاغ التي تضم 3 دواوير. يقدر عدد سكانه بـ 1178 نسمة حسب الإحصاء الرسمي للسكان والسكنى لسنة 2004.

## وصلات خارجية
- البوابة الوطنية للجماعات الترابية
- المندوبية السامية للتخطيط